# Karl Heß (Fußballfunktionär)
Dr. Karl Heß (* 13. Januar 1900 in Darmstadt; † 15. April 1975 in Porto Alegre) war ein deutscher Rechtsanwalt, Fußballfunktionär und von 1928 bis 1933 Vorsitzender des SV Darmstadt 98 jüdischen Glaubens.

## Leben
Karl Heß wurde 1900 in Darmstadt geboren und besuchte das Alte Realgymnasium (heute Ludwig-Georgs-Gymnasium). Nach dem Abitur studierte er Rechtswissenschaften und legte 1921 das Referendarexamen an der Justus-Liebig-Universität Gießen ab. 1925 absolvierte er das juristische Staatsexamen und war später im Hessischen Justizministerium und im Reichfinanzdienst tätig, bevor er sich 1926 als Rechtsanwalt mit Zulassung für das Oberlandesgericht in Darmstadt niederließ.
Schon vor der Gründung des SV Darmstadt 98 spielte Heß für den Vorgängerverein Olympia. Ab 1924 war er zunächst stellvertretender Vorsitzender und ab 1928 Vorsitzender von Darmstadt 98. Im Zuge der Machtergreifung der NSDAP und der "Arisierung" der Vereine und Verbände wurde er im April 1933 aus dem Amt gedrängt. Er wurde auf einer Mitgliederversammlung verabschiedet und durch das Vereinsmitglied Ernst Wöbke ersetzt. Zudem verlor er die Zulassung als Rechtsanwalt. Er floh zunächst mit seiner Familie nach Frankreich und 1939 nach Brasilien. Anfangs betrieb er dort einen kleinen Laden, wurde aber später Leiter der Zweigstelle der United Restitution Organization in Rio de Janeiro. Als Jurist vertrat er die Verfolgten des Naziregimes im In- und Ausland. Daraufhin wurde ihm 1940 seine deutsche Staatsbürgerschaft entzogen.
1963 kehrte er mit seiner Frau nach Darmstadt zurück und war bis zu seiner Pensionierung 1965 im Rechtsamt der Stadt beschäftigt. 1973 kehrte er zu seinem in Porto Alegre lebenden Sohn zurück. Dort starb er im April 1975 und fand auch dort seine letzte Ruhestätte. Nach eigenem Bekunden wollte er nicht in Darmstadt beerdigt werden.

## Ehrungen
Am 15. Januar 2017 wurde nach Initiative des Fördervereins Liberale Synagoge Darmstadt der Platz vor dem Stadion am Böllenfalltor in "Dr.-Karl-Heß-Platz" umbenannt und eine Gedenktafel wurde für ihn dort aufgestellt. Zudem befindet sich dort der Gedenkstein des Vereins, der zuvor am Rand der Südkurve zu finden war. Jährlich wird dort am Totensonntag den im zurückliegenden Jahr verstorbenen Vereinsmitgliedern gedacht.

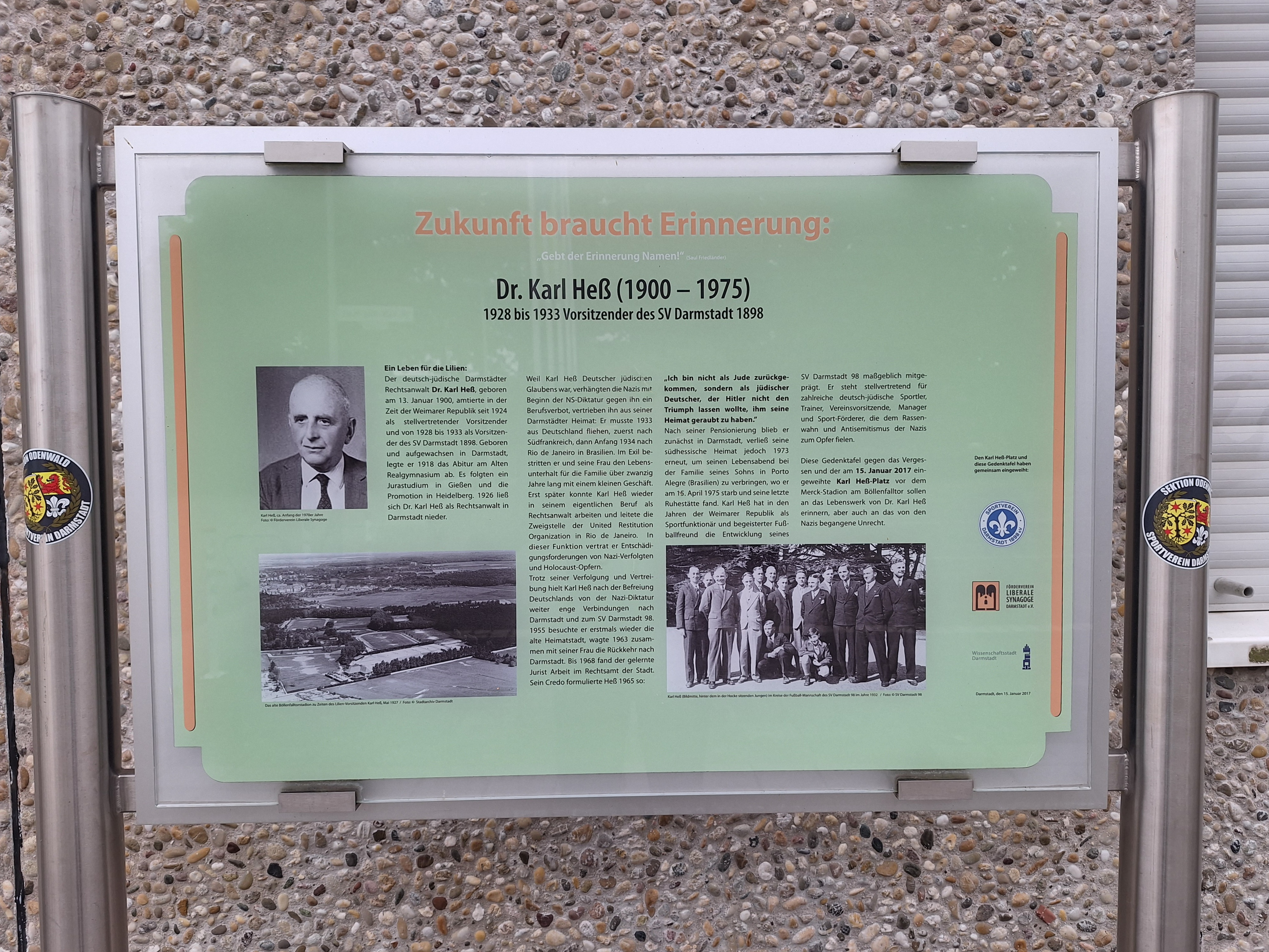
Gedenktafel am Dr.-Karl-Heß-Platz vorm Stadion am Böllenfalltor

2018 wurde er von den Mitgliedern posthum stellvertretend für die im 3. Reich aus dem Verein vertriebenen, verfolgten und ermordeten Mitgliedern zum Ehrenvorsitzenden ernannt.